# سكوت هال
سكوت هال (بالإنجليزية: Scott Hull)‏ هو عازف قيثارة ومنتج أسطوانات وموسيقي أمريكي، ولد في 4 مارس 1971 في الولايات المتحدة.

## وصلات خارجية
- سكوت هال على موقع ميوزك برينز (الإنجليزية)
- سكوت هال على موقع ديسكوغز (الإنجليزية)